# .mp
.mp là tên miền quốc gia cấp cao nhất (ccTLD) của Quần đảo Bắc Mariana. Trong khi có một số ít trang liên quan đến Quần đảo Bắc Mariana (như trang chính phủ dưới .gov.mp và một ít trang ở .org.mp và .com.mp), nó hiện được quảng bá chủ yếu như tên miền chứa các nội dung có thể truy cập thông qua điện thoại di động và những thiết bị di động khác. Trang đăng ký nói rằng nó là "tên miền cấp cao nhất Internet duy nhất được thiết kế chỉ dành riêng cho địa chỉ di động", mặc dù thực tế.mp được chỉ định chính thức làm tên miền của Quần đảo Bắc Mariana, không phải cho thiết bị di động, và có một tên miền .mobi, không liên quan gì đến.mp, đã được chứng nhận bởi ICANN dành cho thiết bị di động.

## Đăng ký và máy chủ
Tên miền đăng ký dưới.mp yêu cầu phải được lưu trữ ở máy chủ của cơ quan đăng ký, điều này là bắt buộc khi đăng ký. Trang được xây dựng bằng cách sử dụng công cụ của máy chủ lưu trữ, không cho phép mã HTML do người dùng tự tạo, và có sự kiểm tra từ phía máy chủ để kiểm tra nội dung của cả trình duyệt thông thường và điện thoại di động.
Có một số trang liên quan đến Quần đảo Bắc Mariana ở tên miền cấp 3 dưới .gov.mp, org.mp, và .com.mp, không theo quy định của nhà đăng ký, nhưng chưa thấy nói đến làm cách nào đăng ký các tên miền này.

## Trang đăng ký chính thức
ICANN WHOIS cho phép 2 trang đăng ký chính thức, tại nic.mp và sunrise.mp. Tuy nhiên, vào ngày 28 tháng 4 năm 2007, sunrise.mp cho ra một trang "Tên miền này không tồn tại" trong đó có cả đường dẫn tới trang đăng ký hiện nay là get.mp, trong khi nic.mp chuyển hướng đến trang của một công ty có tên The Assay Depot, cho rằng nó "như Netflix cho ngành công nghiệp dược. Bạn đặt hàng trực tuyến, bạn gửi mẫu của bạn và trong vài ngày bạn sẽ có dữ liệu bạn cần".
Vào ngày 30 tháng 6 năm 2007, get.mp, nic.mp, và phần lớn những tên miền.mp khác đều trả về lỗi 503, không tồn tại trang, với một dòng nhắn là "Máy chủ hiện không thể phục vụ yêu cầu của bạn do bảo trì hoặc lỗi về dung lượng. Xin thử lại lần sau."